# Der grosse Hartmann
Der grosse Hartmann, Untertitel „Branchen- und Warenbezugsquellen-Nachweis“, war eine von 1957 bis 1985 erschienene Zeitschrift, die für die insbesondere für die deutsche Wirtschaft ein Adressbuch mit den in verschiedenen Branchen tätigen Unternehmen darstellte und damit zugleich den Bezug der in den Wirtschaftszweigen hergestellten oder benötigten Produkte vereinfachen sollte.
Die Zählung der in Bonn beim Georg Hartmann Verlag herausgegebenen Einzelausgaben des grossen Hartmanns bezog sich auf das Vorläufer-Verzeichnis, das ab 1925 herausgegebene Reichs-Branchen-Adressbuch.
Die Zeitschriftendatenbank ordnete den grossen Hartmann den Sachgruppen Biografie, Genealogie, Heraldik, Technik, Handel, Kommunikation und Verkehr zu.